# Mauro Piacenza
Mauro Piacenza, né le 15 septembre 1944 à Gênes, est un cardinal italien de l'Église catholique romaine, pénitencier majeur de la Sainte Église catholique septembre 2013 à avril 2024.

## Biographie

### Prêtre
Ordonné prêtre par le cardinal Giuseppe Siri le 21 décembre 1969, il occupe des fonctions de vicaire paroissial, chapelain et délégué apostolique à l'université de Gênes. Il enseigne le droit canonique au Nord de l'Italie puis tient plusieurs postes au sein de la curie, avant d'entrer au service de la Congrégation pour le clergé en 1990 et en devient le sous-secrétaire en 2000.

### Évêque
Le 13 octobre 2003, Jean-Paul II le nomme évêque avec le titre d'évêque titulaire (ou in partibus) de Victoriana (de) et lui confie la présidence de la Commission pour le patrimoine culturel de l'Église. Il reçoit la consécration épiscopale le 15 novembre suivant des mains du cardinal Tarcisio Bertone alors archevêque de Gênes. Le 28 août 2004 il reçoit en plus la présidence de la Commission pontificale pour l'archéologie sacrée.
Le 7 mai 2007, Benoît XVI l'élève à la dignité d'archevêque et le transfère au secrétariat de la Congrégation pour le clergé, aux côtés du cardinal Claudio Hummes auquel il succède comme préfet de la congrégation le 7 octobre 2010.
Le 27 novembre 2007 il est nommé membre du Conseil pontifical pour la pastorale des migrants et des personnes en déplacement.
En 2011, Benoît XVI le nomme président du Conseil supérieur de la fondation catholique de droit pontificale Aide à l'Église en détresse.
Le 21 septembre 2013, lors du premier mouvement d'ampleur de son pontificat au sein de la curie, François le nomme pénitencier majeur.

### Cardinal
À la suite de sa nomination comme préfet pour la Congrégation pour le clergé, il est créé quelques semaines plus tard cardinal par Benoît XVI, dont il est très proche, lors du consistoire du 20 novembre 2010 au titre de cardinal-diacre de San Paolo alle Tre Fontane. Il est considéré comme « papabile sérieux ».
Le 12 septembre 2014, il est nommé par François membre de la Congrégation pour la cause des saints.
Le 3 mai 2021, il est nommé cardinal-prêtre par le pape François.
Le 6 avril 2024, le pape François le remplace en tant que pénitencier majeur, quelques mois avant ses 80 ans, par le cardinal Angelo De Donatis.
Il atteint l'âge de 80 ans le 15 septembre 2024, l'empêchant de prendre part au prochain conclave.